# فرودگاه منطقه‌ای مکلیستر
فرودگاه منطقه‌ای مکلیستر (به انگلیسی: McAlester Regional Airport) یک فرودگاه همگانی بهره‌برداری هوایی با کد یاتا MLC است که یک باند فرود بتن دارد و طول باند آن ۱۷۰۷ متر است. این فرودگاه در کشور ایالات متحده آمریکا قرار دارد و در ارتفاع ۲۳۵ متری از سطح دریا واقع شده‌است.